# Architraves
Architraves is een compositie van de Deense componist Axel Borup-Jørgensen.
Borup-Jørgensen heeft een uitgebreid oeuvre geschreven voor allerlei bezettingen van ensembles. Architraves is echter geschreven voor soloblokfluit. Voor dat muziekinstrument zijn vele werken geschreven, maar Borup-Jørgensen schreef voor dit werk de zelden gehoorde sopraninoblokfluit voor. Hij had daartoe wel Michala Petri tot zijn beschikking, die later zou uitgroeien tot een van de meest vooraanstaande blokfluitbespelers ter wereld. Het werk is geschreven in de stijl van de klassieke muziek van de 20e eeuw, waarbij de componist zich liet inspireren door het zang van de vrouwelijke stem in het hoge sopraanregister en de zang van vogels. Gezien dat laatste is er geen sprake van een vaste maatindeling, ritmiek of melodielijn.
Het werk maakt deel uit van drie werkjes voor blokfluit die hij achter elkaar uitgaf, ook Notenbüchlein en Intermediø schreef hij voor dat muziekinstrument.
Petri, aan wie het werk is opgedragen, gaf zelf de première van de eerste versie van het werk in Louisiana (Missouri) op 10 november 1977, amper negentien jaar oud maar dan al zestien jaar bezig met blokfluit bespelen. Een half jaar later gaf ze ook de première van de verlengde versie van het werk, maar dan dichter bij huis, Aarhus. Petri en Borup-Jørgensen kenden elkaar vanwege de dochter van de componist, die als een van de weinigen (toen) les heeft gehad van Petri, ze werd later professor aan het conservatorium van Kopenhagen.